# Conus pseudocardinalis
Espèce
Statut de conservation UICN

 LC  : Préoccupation mineure
Conus pseudocardinalis est une espèce de mollusques gastéropodes marins de la famille des Conidae.
Comme toutes les espèces du genre Conus, ces escargots sont prédateurs et venimeux. Ils sont capables de « piquer » les humains et doivent donc être manipulés avec précaution, voire pas du tout.

## Description
La taille de la coquille varie entre 14 mm et 32 mm.

## Distribution
Cette espèce marine est présente au large de l'archipel des Abrolhos, à l'est du Brésil.

### Niveau de risque d’extinction de l’espèce
Selon l'analyse de l'UICN réalisée en 2011 pour la définition du niveau de risque d'extinction, cette espèce n'est connue que de l’État de Bahia, Brésil. Il n'y a pas de menaces connues. Cette espèce est classée dans la catégorie préoccupation mineure bien qu'il ait été suggéré qu'elle soit un synonyme de Conus richardbinghami Petuch, 1993.

## Taxonomie

### Publication originale
L'espèce Conus pseudocardinalis a été décrite pour la première fois en 2004 par le malacologiste brésilien José Coltro dans « Strombus »,.

### Synonymes
- Conus (Dauciconus) pseudocardinalis Coltro, 2004 · appellation alternative
- Poremskiconus pseudocardinalis (Coltro, 2004) · non accepté
- Purpuriconus pseudocardinalis (Coltro, 2004) · non accepté